# Bitva u Cecory (1620)

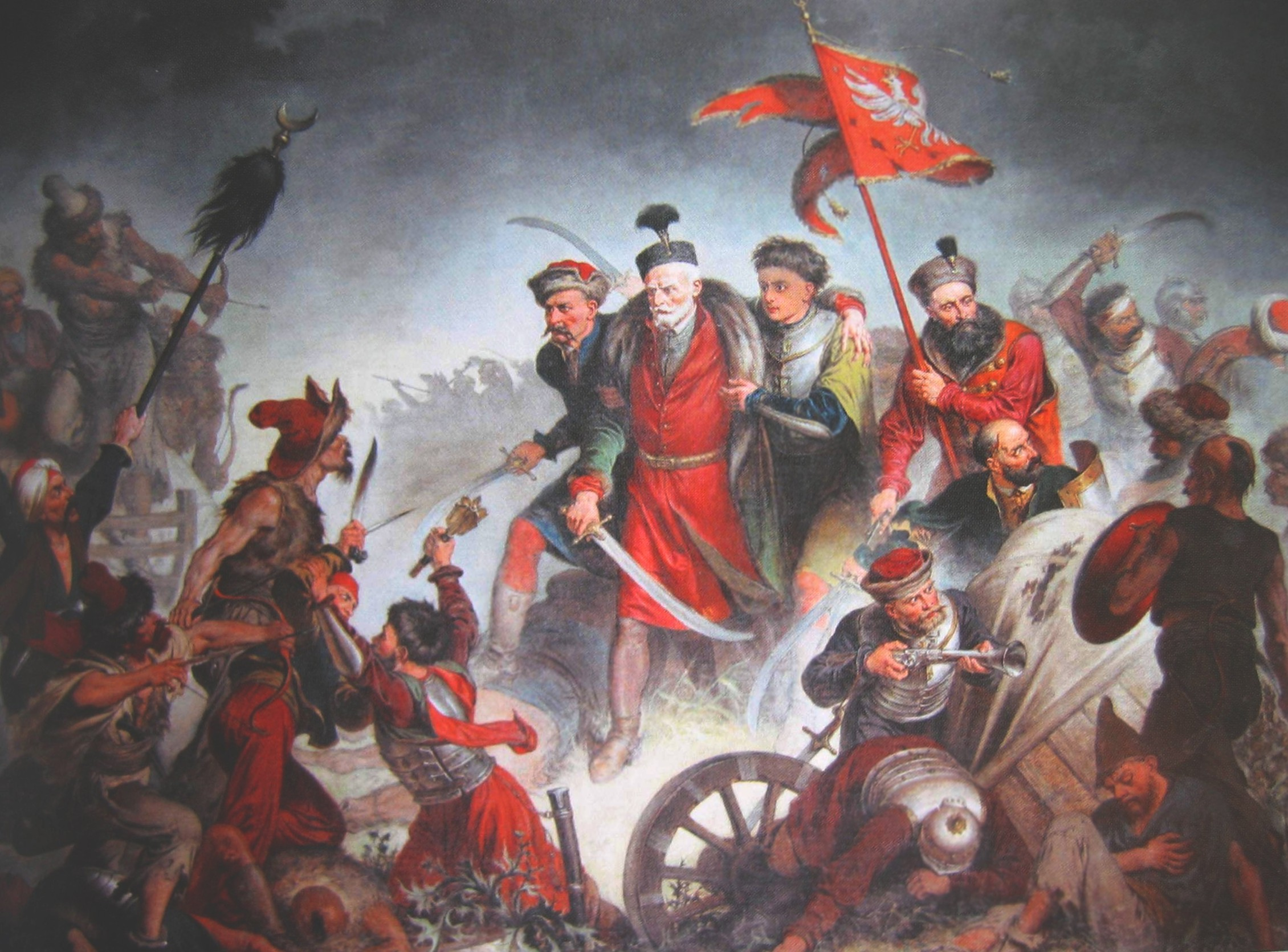
Smrt Stanisława Żółkiewského u Cecory.

Bitva u Cecory (Ţuţory) byla jedno z klíčových střetnutí polsko-turecké války, které se odehráválo 17. září do 7. října 1620 v Moldavsku v blízkosti řeky Prut. Střetly se v něm polsko-litevské vojsko vedené velkým korunním hejtmanem Stanisławem Żółkiewským a minimálně dvakrát početnější osmanské vojsko pod vedením Iskandera Paši. Dlouhá poziční bitva skončila vítězstvím Turků, v závěrečném boji padl i sám Żółkiewski.